# MEJIBRAY
MEJIBRAY (メジブレイ mejiburei) är ett japanskt visual kei-band bildat 2011. De spelar ラウドロック (loud rock), alternativ metal och metalcore.

## Bandmedlemmar

### Nuvarande
- Tsuzuku (綴) (sångare)
- MiA (gitarrist)
- Meto (メト) (trumslagare)
- Kōichi (恋一) (basist)

### Tidigare
- Ippu (風) (gitarrist)

## Diskografi

### Singlar
- 2011.08.24 KILLING ME
- 2012.03.07 サバト (Sabato)
- 2012.09.05 Sadisgate
- 2012.10.03 EMILY
- 2013.01.02 アヴァロン (Avalon)
- 2013.02.06 DIE KUSSE
- 2013.09.04 アプリオリ (A Priori)
- 2013.10.02 醜詠 (Shuei)
- 2013.11.06 DECADANCE - Counting Goats ... if I can't be yours
- 2014.03.19 RAVEN
- 2014.09.24 シアトリカル・ブルーブラック (theatrical blue black)
- 2015.04.01 ネペンテス (nepenthes)
- 2015.05.06 盈虧 (eiki)
- 2015.10.07 パラダイム・パラドックス (paradigm paradox)
- 2015.11.04 SECRET No.03

### Samlingsalbum
- 2014.05.07 SM (singelsamling)

### DVD:er
- 2014.04.02 A PRIORI Ei: Jojou -Counting Goats- TOUR FINAL på TSUTAYA O-EAST
- 2014.09.25 Divergence (live-limited)
- 2015.03.04「THE THEATRICAL SHOW『鳥ハ泳ギ方ヲ知ラズ溺レ亡骸』på 渋谷公会堂」

### Album
- 2012.06.27 CRUSH! 3-90's V-Rock best hit cover LOVE songs- (#12 Cage)
- 2012.09.19 VOCALOID × V-ROCK collection (#10 Gaichuu)
- 2014.04.09. SADS Respect Album "M" (#5 Pornostar)